# Wapen van Wijk en Aalburg

Wapen van Wijk en Aalburg
1817-1954

Wapen van Wijk en Aalburg
1954-1973

Het wapen van Wijk en Aalburg kent twee versies. De eerste werd op 16 juli 1817 bevestigd door de Hoge Raad van Adel aan de Noord-Brabantse gemeente Wijk en Aalburg. De tweede werd op 25 februari 1954 verleend. Per 1973 ging Wijk en Aalburg op in de nieuwe gemeente Aalburg. Het wapen van Wijk en Aalburg is daardoor komen te vervallen als gemeentewapen. De raderen zijn, net als die uit het wapen van Eethen, opgenomen in het wapen van Aalburg.

## Blazoenering

### Wapen per 1818
De blazoenering luidde als volgt:
In zilver 2 naast elkaar geplaatste zesspakige raderen van keel..
De heraldische kleuren zijn zilver (wit) en keel (rood).

### Wapen per 1954
De blazoenering luidde als volgt:
Gedeeld; a effen sabel; in een gouden schildhoofd twee zesspakige raderen van keel naast elkaar; b in sabel een zesspakig rad van goud. Het schild gedekt met een gouden kroon van drie bladeren en twee paarlen.
De heraldische kleuren zijn sabel (zwart), goud (goud of geel) en keel (rood). Het schild is gedekt met een gravenkroon.

## Verklaring
De raderen zijn overgenomen uit het wapen van de Heren van Heusden en Altena. In het nieuwe wapen is het (heraldisch gezien) rechtergedeelte het wapen van de familie Van Wijk en het linkergedeelte het wapen van familie Spieringck. Beide families waren Heren van Wijk en waren zij een tak van het geslacht Heusden.

## Verwante wapens

Het wapen van Aalburg
Het wapen van Baardwijk
Het wapen van Eethen (1936)
Het wapen van Heusden
Het wapen van Hedikhuizen
Het wapen van Nieuwkuijk
Het wapen van Oudheusden
Het wapen van Maarn
Het wapen van Haamstede
Het wapen van het Hoogheemraadschap voor het Land van Heusden en Altena

Aalburg
· Aalst
· Aarle-Rixtel
· Alem 
· Alem, Maren en Kessel
· Almkerk
· Alphen en Riel
· Andel
· Baardwijk
· Bakel en Milheeze
· Beek en Donk
· Beers
· Berghem
· Berkel-Enschot
· Berlicum
· Besoyen
· Beugen en Rijkevoort
· Bladel en Netersel
· Bokhoven
· Borkel en Schaft
· Boxmeer
· Budel
· Capelle
· Chaam
· Cromvoirt
· Cuijk
· Cuijk en Sint Agatha
· De Werken en Sleeuwijk
· Den Dungen
· Deurne en Liessel
· Dieden, Demen en Langel
· Diessen
· Dinteloord (en Prinsenland)
· Dinther
· Dommelen
· Drongelen, Haagoort, Gansoijen en Doeveren
· Drunen
· Duizel en Steensel
· Dussen
· Eersel
· Eethen
· Emmikhoven en Waardhuizen
· Empel en Meerwijk
· Engelen
· Erp
· Esch
· Escharen
· Fijnaart en Heijningen
· Gassel
· Geffen
· Geldrop
· Gemert
· Genderen
· Gestel en Blaarthem
· Giessen
· Ginneken en Bavel
· Grave
· 's Gravenmoer
· Haaren 
· Halsteren
· Haps
· Haren en Macharen
· Hedikhuizen
· Heesch
· Heeswijk
· Heeswijk-Dinther
· Heeze
· Helvoirt
· Herpt
· Hoeven
· Hooge en Lage Mierde
· Hooge en Lage Zwaluwe
· Hoogeloon, Hapert en Casteren
· Huijbergen
· Kessel
· Klundert
· Landerd
· Leende
· Liempde
· Lierop
· Lieshout
· Linden
· Lith
· Luyksgestel
· Maarheeze
· Maasdonk
· Maashees en Overloon
· Made en Drimmelen
· Maren
· Meeuwen
· Megen, Haren en Macharen
· Mierlo
· Mill en Sint Hubert
· Moergestel
· Nederwetten en Eckart
· Nieuw-Ginneken
· Nieuw-Vossemeer
· Nieuwkuijk
· Nistelrode
· Nuenen en Gerwen
· Nuland
· Oeffelt
· Oerle
· Oijen en Teeffelen
· Oost-, West- en Middelbeers
· Oploo, Sint Anthonis en Ledeacker
· Ossendrecht
· Oud en Nieuw Gastel
· Oudenbosch
· Oudheusden
· Princenhage
· Prinsenbeek
· Putte
· Raamsdonk
· Ravenstein
· Reek
· Reusel
· Riethoven
· Rijsbergen
· Rijswijk
· Roosendaal en Nispen
· Rosmalen
· Sambeek
· Schaijk
· Schijndel
· Sint Anthonis
· Sint-Michielsgestel
· Sint-Oedenrode
· Soerendonk, Sterksel en Gastel
· Sprang
· Sprang-Capelle
· Standdaarbuiten
· Stiphout
· Stratum
· Strijp
· Terheijden
· Teteringen
· Tongelre
· Uden
· Udenhout
· Veen
· Veghel
· Veldhoven en Meerveldhoven
· Velp
· Vessem, Wintelre en Knegsel
· Vierlingsbeek
· Vlierden
· Vlijmen
· Vrijhoeve-Capelle
· Wanroij
· Waspik
· Werkendam
· Westerhoven
· Wijk en Aalburg
· Willemstad
· Woensel (en Eckart)
· Woudrichem
· Wouw
· Zeeland
· Zesgehuchten
· Zevenbergen